# 慕鲁嘉苏丽
慕鲁嘉苏丽，亦称为慕鲁卡斯娃丽，马来西亚政治人物，国阵马来西亚国大党党员，曾经于2008年至2013年担任柔佛州议会丁加洛州议员。

## 政治生涯
2008年大选，代表国阵国大党参加并赢得柔佛州议会丁加洛州议席。